# Heinkel HE 12
Dimensions
Le Heinkel HE 12 est un hydravion à flotteurs allemand des années 1920 utilisé pour le transport postal. Il a été construit à un seul exemplaire.

## Historique

### Développement

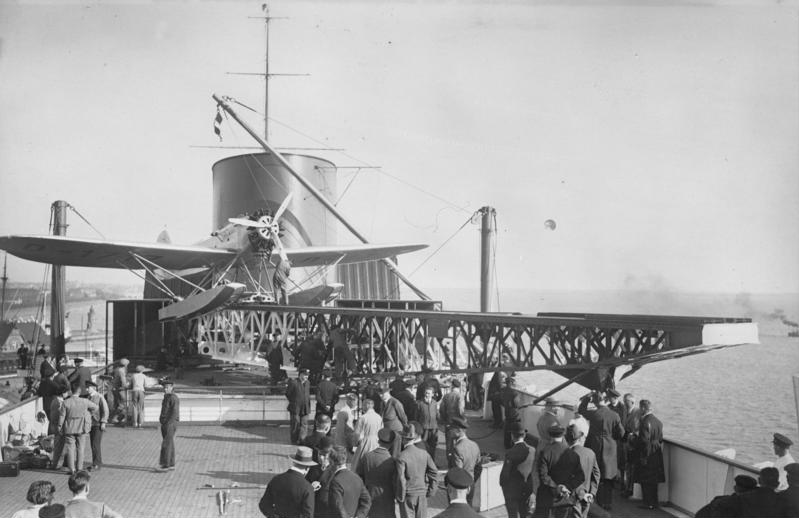
Le Heinkel HE 12 est préparé au catapultage.

Début 1927 la compagnie allemande Norddeutschen Lloyd Line annonça qu'elle recherchait un hydravion catapultable pour transporter le courrier vers les États-Unis via son paquebot transatlantique Bremen. Des contacts furent pris avec l'avionneur Heinkel qui décida de développer un appareil dérivé de son hydravion de reconnaissance HE 5 (en). Le nouvel avion reçut la désignation de HE 12.
Les premiers essais se déroulèrent dans l'année, dans les ateliers de Heinkel, et le premier vol intervint en novembre 1927.
Extérieurement le nouvel appareil se présentait sous la forme d'un hydravion à flotteurs monoplan à aile basse cantilever construit en bois entoilé. Sa propulsion était assurée par un moteur en étoile Pratt & Whitney Hornet d'une puissance de 500 chevaux entraînant une hélice bipale en métal. Ce moteur était construit sous licence par BMW. Le pilote et le copilote prennent place dans un cockpit biplace en tandem à l'air libre. Un conteneur permettait le transport de 200 kg de fret léger ou jusqu'à 11 000 lettres. Le HE 12 disposait d'un système d'accroche pour la catapulte du navire porteur.

### En service
La firme Norddeutschen Lloyd Line mit en ligne son unique HE 12, immatriculé D-1717, le 22 juillet 1929 à bord du Bremen. Après une traversée maritime l'hydravion était lancé grâce à la grue et à la catapulte installée sur le flanc bâbord du navire. À environ un millier de kilomètres de New York l'hydravion prenait son envol pour livrer colis légers et courriers.
Le 5 octobre 1931 l'avion subit un grave accident en survolant la baie de Cobéquid au Canada. Malgré des secours rapides l'hydravion fut détruit, et finalement jamais reconstruit. Par la suite Norddeutschen Lloyd Line fit l'acquisition d'un appareil dérivé mais nettement plus évolué, le HE 58, scellant ainsi le sort du HE 12.

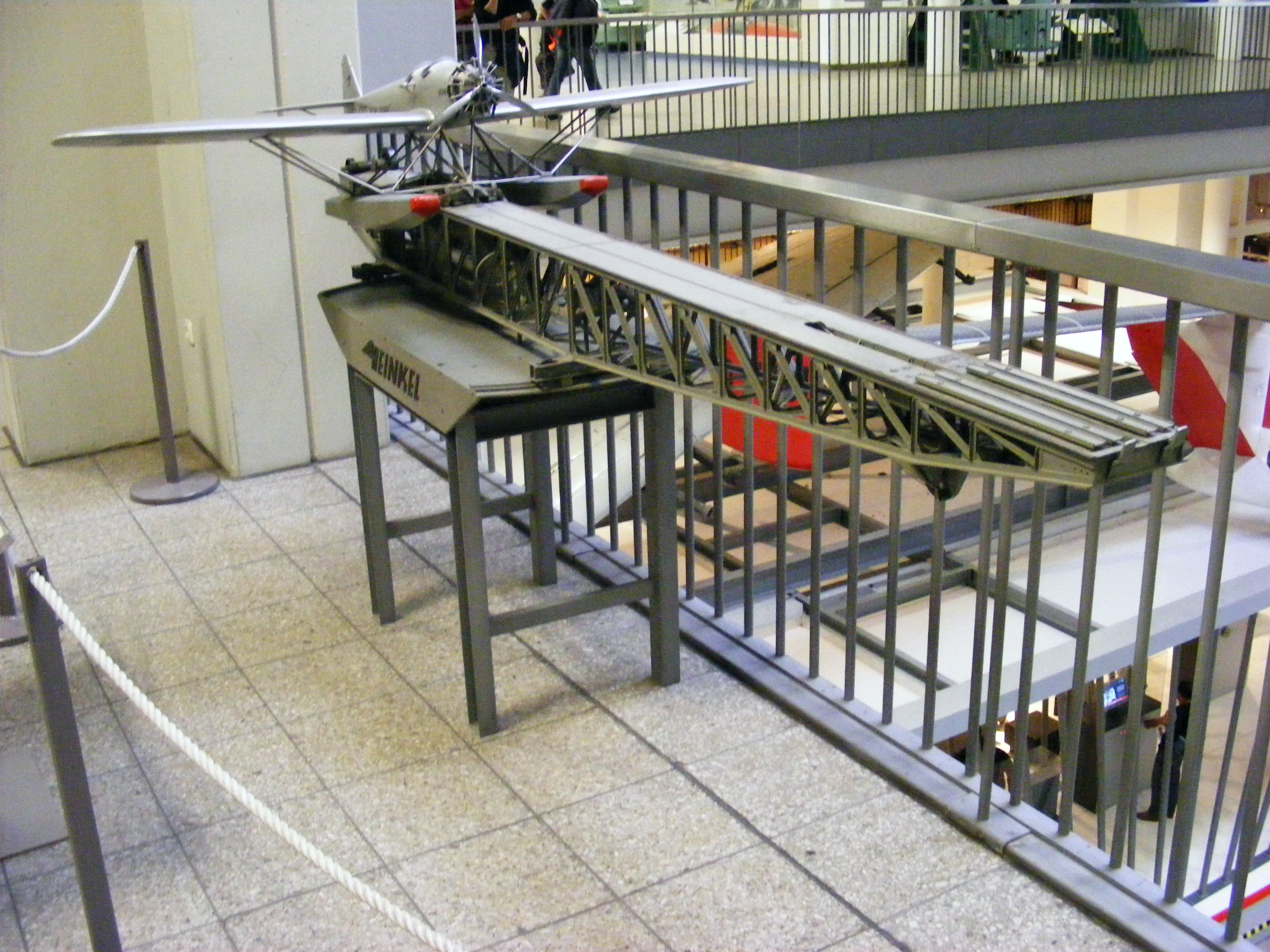
Maquette appartenant au Deutsches Museum représentant le Heinkel HE 12 sur sa catapulte.

## Divers
L'unique Heinkel HE 12 construit reçut le nom de baptême de New York.
Bien qu'il n'existe plus de HE 12 une maquette est exposée au Deutsches Museum où est présenté l'hydravion, sa catapulte, mais aussi sa grue.

### Aéronefs similaires
France : Latécoère 3 et Besson H-6.